# Anastasija Reiberger
Anastasija »Nastja« Reiberger (dekliški priimek Ryjikh), nemška atletinja, * 19. september 1977, Omsk, Sovjetska zveza.
Nastopila je na poletnih olimpijskih igrah leta 2008 in zasedla štirinajsto mesto v skoku ob palici. Na svetovnih dvoranskih prvenstvih je osvojila naslov prvakinje leta 1999.
Tudi njena sestra Lisa Ryzih je skakalka ob palici.